# Arrows A1
La Arrows A1 fu una vettura di Formula 1 impiegata dalla scuderia inglese nella parte finale della stagione 1978. Disegnata da Tony Southgate e Dave Wass, in monoscocca d'alluminio. Era spinta dal tradizionale motore Ford Cosworth DFV, aveva il cambio Hewland FGA400 ed era gommata Goodyear. La vettura fu concepita nel corso della stagione per sostituire la Arrows FA1 che era al centro di una battaglia legale con la Shadow, che la considerava una copia della sua DN9. 
Rischiando (come poi avvenne) di non potere più utilizzare la FA1 il team avviò la costruzione di quest'altra vettura in anticipo alla sentenza. Per fare ciò, senza interferire con le gare in corso si appoggiò per la costruzione pratica alla struttura di Mike Pilbeam, che l'anno prima aveva realizzato la LEC di David Purley.
Ottenne tre punti con Riccardo Patrese nell'ultimo Gran premio dell'anno, in Canada. Patrese giunse quarto anche nel gran premio non valido per il mondiale corso a Imola.

## Formula Aurora
La vettura fu impiegata con grande successo nella stagione seguente in Formula Aurora. Rupert Keegan vinse ben 5 gare, aggiudicandosi anche la serie. Una vittoria venne siglata anche da Ricardo Zunino.